# Hormigueros
Hormigueros é um município de Porto Rico, localizado na região ocidental da ilha, a nordeste de Cabo Rojo, a noroeste de San Germán e sul de Mayagüez. Hormigueros está espalhada por cinco alas e Pueblo Hormigueros (O centro da cidade e do centro administrativo da cidade). É parte da Área Metropolitana de Mayagüez .